# Дуглас, Джеймс, 7-й барон Драмланриг
Сэр Джеймс Дуглас, 7-й из Драмланрига (англ. James Douglas, 7th of Drumlanrig; ок. 1498—1578) — шотландский дворянин, действовавший в неспокойное время в истории Шотландии.

## Происхождение
Сын сэра Уильяма Дугласа, 6-го лорда Драмланрига (1484 — 9 сентября 1513) и Элизабет Гордон из Лохинвара. Как потомок Уильяма Дугласа, 1-го графа Дугласа (1323—1384) и его первой жены Маргарет, графини Мар, он был «Черным Дугласом». Другие потомки графа от его любовницы Маргарет Стюарт были известны как ‘Рыжие Дугласы". Эти две ветви семьи иногда противостояли друг другу, и это соперничество возродилось во времена 7-го лорда Драмланрига. Осложнял ситуацию тот факт, что жена Джеймса Дугласа из Драмланрига, Маргарет, была сестрой могущественного «Рыжего» графа Ангуса, Арчибальда Дугласа (1489—1557).

## Опекунство над Яковом V
Одним из спорных моментов между бароном Драмланригом и графом Ангусом был вопрос об опеке над малолетним королем Яковом V, отец которого Яков IV был убит при Флоддене в 1513 году. Его вдова, Маргарет Тюдор, быстро вышла замуж за проанглийского 6-го графа Ангуса . Таким образом, она лишила своего сына статуса опекуна, и это привело к драке между ней и губернатором королевского совета, профранцузским Джоном Стюартом, герцогом Олбани, за опекунство над ребенком.
В конце концов ее поспешный брак с графом Ангусом должен был перерасти в «долгое, жестокое и очень публичное расставание», закончившееся разводом . Поэтому она была против опеки графа Ангуса над её сыном после того, как регентство Олбани закончилось в 1524 году. К этому моменту Шотландия стала «королевством Дугласов во всем, кроме названия» , а граф Ангус «занимал практически все руководящие посты со своими родственниками» . Король Яков V был фактически заключен Ангусом в плен, что привело к нескольким неудачным попыткам освободить его. Лрд Драмланриг участвовал в одной из таких попыток в июле 1526 года, известной как битва при Мелроузе.
Только в 1528 году 16-летний король Яков V освободился и принял власть над королевством. Несмотря на его усилия два года назад спасти его, барон Драмланриг считался новым королем «одним из опасной семьи», и он был заключен под стражу в Эдинбургском замке.

## Возвращение влияния
Его возвращение ко двору после 1550 года очевидно по количеству уступок, предоставленных ему правительством, действующим от имени Марии, королевы Шотландии, которая уехала во Францию в 1548 году. В 1551 году Джеймс Дуглас был помилован за свое участие в событиях 1526 года. В 1552 году он был назначен комиссаром для встречи с английскими комиссарами, чтобы обсудить границу между двумя королевствами. В 1553 году Джеймс Дуглас был назначен хранителем западных марок с полными полномочиями судьи, должность, которую он занимал в течение многих лет, пока не вышел на пенсию в преклонном возрасте.

## Опека над Джанет и Марион Каррузерс
В 1548 году, после смерти сэра Саймона Каррузерса из Маусвальда, Джеймс Дуглас был назначен опекуном его двух маленьких дочерей, Марион и Джанет. Он нес ответственность за обеспечение их воспитания и брака. Вполне вероятно, что он жадно следил за их семейной собственностью, так как убедил Джанет, выйдя замуж, отдать ему часть своего имущества в обмен на деньги. Марион отклонила как его выбор мужа, так и его предложение купить ей половину поместья, что привело к его обращению в Тайный совет . В 1564 году Марион была найдена мертвой в результате очевидного самоубийства у основания зубчатой стены замка Комлонгон, куда она отправилась, чтобы найти убежище. В конце концов суд присудил её половину состояния Уильяму, старшему сыну и наследнику Джеймса Дугласа .

## Возвращение королевы
В 1561 году Мария Стюарт, королева Шотландии, вернулась в Шотландию. Лорд Драмланриг, вероятно, не был прирожденным приверженцем королевы, будучи протестантом, в то время как Мария была католичкой. Вместе с Джоном Ноксом лорд Драмланриг подписал Первую Книгу дисциплины в Эдинбурге в том же году, описанную более поздним историком как ‘руководство для владельца новой религии" . Драмланриг также был одним из тех, кто посетил Джона Нокса на смертном одре в 1572 году.

Обеспокоенный тем, что брак королевы Марии Стюарт с католиком Генри Стюартом, лордом Дарнли, возвестил о возвращении к католической религии, Джеймс Дуглас присоединился к другим протестантским лордам в восстании в 1565 году, позже названном «Набегом на погоню».
Когда король и королева с войском двинулись на Дамфриса, большинство протестантских лордов отправились в Карлайл, но Максвелл, Драмланриг и Гордон из Лохинвара остались, чтобы встретиться со своим сувереном, и Мария Стюарт переманила их на свою сторону
Два года спустя, после смерти мужа Марии королевы Шотландии лорда Дарнли (родственника жены барона Драмланрига Маргарет) и быстрого повторного брака Марии с графом Ботвеллом, Джеймс Дуглас снова присоединился к протестантским «лордам Конфедерации» в восстании. Это привело к тому, что ее (гораздо меньшая) армия капитулировала без боя у Карберри-Хилл в июне 1567 года . Королева позже с горечью отзывалась как о Драмланриге, так и о его сыне Уильяме, описывая их как «адских гончих, блудливых тирантисов без сауллиса или Божьего страха». Толчок его противостояния с Марией Стюарт возник в 1571 году, когда после спора с лэрдом Уормистона (сторонником королевы Марии) он попал в засаду и был взят в плен.

## Браки и дети
Говорят, что после его смерти в 1578 году он «поднял свою семью до очень высокой степени влияния на юго-западе Шотландии». У Джеймса Дугласа было 18 детей от двух жен и любовниц. Его первой женой была Маргарет Дуглас, дочь Джорджа Дугласа, мастера Ангуса (ок. 1469—1513), и сестра Арчибальда Дугласа, графа Ангуса, с которой у него было десять детей.
Разведённый около 1539 года с первой женой, Джеймс Дуглас во второй раз женился на Кристиан Монтгомери, дочери Джона Монтгомери, мастера Эглинтона (? — 1520), и Элизабет Эдмонстон, которая стала матерью еще шесть его детей, включая его наследника Уильяма Дугласа из Хоуика (? — 1572). Поскольку Уильям умер раньше своего отца, титул и поместье унаследовал внук 7-го лэрда Драмланрига, Джеймс Дуглас (? — 1616).
Роберт Дуглас (? — 1609), провост Линклудена, был его сыном от одной из его любовниц.